# Eggenkopf
Der Eggenkopf bei Rinsecke im nordrhein-westfälischen Kreis Olpe ist eine 649 m ü. NHN hohe Erhebung im Rothaargebirge, auf der Großteile des Freizeitparks Panorama-Park Sauerland Wildpark liegen.

## Geographie

### Lage
Der Eggenkopf erhebt sich im Naturpark Sauerland-Rothaargebirge an der Westabdachung des Rothaargebirge-Hauptkamms in der Gemarkung Oberhundem der Gemeinde Kirchhundem. Etwa 6,5 km (Luftlinie) ostsüdöstlich von deren gleichnamigem Kernort liegt er zwischen den Ortsteilen Oberhundem im Norden, Rüspe im Ostsüdosten, Heinsberg im Südwesten, Marmecke im Westen und Rinsecke im Nordwesten, wobei letztere Ortschaft das am nächsten gelegene Dorf ist. Nordöstlich befindet sich der Westerberg (662,1 m) und südwestlich der Milsenberg (669,8 m).

### Naturräumliche Zuordnung
Der Eggenkopf gehört in der naturräumlichen Haupteinheitengruppe Süderbergland (Nr. 33), in der Haupteinheit Rothaargebirge (mit Hochsauerland) (333) und in der Untereinheit Westrothaarhöhen (333.4) zum Naturraum Westliche (Rüsper) Rothaar (333.41), wobei sich nordwestlich in der Haupteinheit Südsauerländer Bergland (3362) und in der Untereinheit Südsauerländer Rothaarvorhöhen (3362.5) der Naturraum Hundemgrund (Hundemtal; 3362.53) anschließt.

### Rhein-Weser-Wasserscheide und Fließgewässer
Über den Gipfel des Eggenkopfs und somit durch den Freizeitpark verläuft die Rhein-Weser-Wasserscheide: Das Wasser aller Fließgewässer, wie die kleine Rinsecke, die auf seiner Nordflanke im Park entspringt und in nordwestliche Richtung fließt, und der Kaltenborn, welcher der Marmecke zufließt, erreicht durch die Hundem, Lenne und Ruhr den Rhein. Dementgegen fließt das Wasser der südostwärts verlaufenden Bäche, wie jenes der die Bergkuppe südöstlich passierenden Röspe (größtenteils auch Schwarzbach genannt), die südlich des Eggenkopfs von der kleinen Kattmecke gespeist wird, durch die Eder und Fulda in die Weser.

## Schutzgebiete
Südöstlich und südlich des Eggenkopfs liegen das Naturschutzgebiet Schwarzbachsystem mit Haberg und Krenkeltal (CDDA-Nr. 165492; 1961 ausgewiesen; 3,12 km² groß) und flächendeckend ein gleichnamiges und genauso großes Fauna-Flora-Habitat-Gebiet (FFH-Nr. 4915-302). Rund um die Erhebung befinden sich Bereiche des Landschaftsschutzgebiets Kreis Olpe (CDDA-Nr. 345041; 1988; 262,87 km²).

## Freizeit, Wandern und Verkehr
Auf der Nordflanke des Eggenkopfs und auf seinem Gipfel sowie am nordöstlichen Nachbar Westerberg mit dortigem Aussichtsturm Rhein-Weser-Turm liegt der Freizeitpark Panorama-Park Sauerland Wildpark. Etwas südöstlich vorbei an der Erhebung verläuft entlang der Röspe der Rothaarsteig.
Nordöstlich vorbei am Eggenkopf führt die von 1881 bis 1884 als „Hundem-Eder-Provinzialstraße“ erbaute Landesstraße 553 kurvenreich von Oberhundem im Nordwesten, den Rhein-Weser-Turm passierend, durch Rüspe zum Erndtebrücker Ortsteil Röspe im Südosten. Von dieser Straße zweigt die etwa in Ost-West-Richtung verlaufende Kreisstraße 22 ab, die rund 600 m nördlich des Gipfels den Eingang des Freizeitparks tangiert und dann zum Kirchhundemer Ortsteil Rinsecke verläuft.